# Explosion (canção de Menudo)
"Explosion" é uma canção da boy band porto-riquenha Menudo, lançada em 1985 pela gravadora RCA Records, em seu álbum de estúdio Menudo. A faixa foi escolhida como a última música de trabalho do disco, e traz Robby Rosa nos vocais principais. Além disso, deu nome ao primeiro álbum de vídeo do quinteto, intitulado Video Explosion (1986), que traz gravações de um dos shows da bem-sucedida turnê de 1985.
Em 31 de março de 1985, o grupo foi o responsável por abrir as apresentações no 14º Festival de Música de Tóquio, realizado na arena Nippon Budokan, em Tóquio, no Japão. Participaram do festival 8 mil pessoas, entre eles um juri de nove juízes, dos quais a maioria eram críticos musicais do Japão, além da ex-Miss América 1984, Vanessa Williams. Durante o evento, eles interpretaram "Explosion" que foi agraciada com o "Prêmio Ouro", a segunda melhor condecoração do evento, logo após o laureado com o "Grande Prêmio". Ao quinteto foi entregue a quantia de 1 milhão de ienes (ou yens), o equivalente a cerca de quatro mil dólares na época.
Por volta de 1988, surgiram notícias na imprensa de que o ator estadunidense de origem porto-riquenha Erik Estrada seria o protagonista de um filme intitulado Explosion, inspirado tanto no título da música quanto no livro de Ruben Malaret, agente do grupo, que também atuaria como produtor executivo. Estrada interpretaria Edgar Díaz, criador e empresário do grupo. O projeto contava com um orçamento estimado em 6,5 milhões de dólares e estava previsto para ser filmado no início de 1989, sob a produção da Legend Films, de Los Angeles. No entanto, o filme acabou sendo cancelado.

## Lista de faixas
- Créditos adaptados do compacto "Explosion", de 1985.[7]

Lado A
| N.º | Título      | Compositor(es) | Duração |  |
| 1.  | "Explosion" | M. Pagan       | 3:58    |  |

Lado B
| N.º | Título                  | Compositor(es)              | Duração |  |
| 1.  | "When I Dance With You" | C. Villa A. Monroy M. Pagan | 3:07    |  |

## Prêmios

### 14º Festival de Música de Tóquio
| Ano  | Recipiente  | Categoria   | Resultado |
| ---- | ----------- | ----------- | --------- |
| 1985 | "Explosion" | Prêmio Ouro | Venceu    |